# باریتسه (پلاندیشته)
باریتسه (به صربی: Barice) یک منطقهٔ مسکونی در صربستان است که در Plandište municipality واقع شده‌است. باریتسه ۵۹۸ نفر جمعیت دارد و ۷۶ متر بالاتر از سطح دریا واقع شده‌است.